# Francis Castaing
Francis Castaing (Bordeaux, 22 aprile 1959) è un ex ciclista su strada e pistard francese, professionista dal 1981 al 1988.

## Carriera
Professionista dal 1981 al 1988, riuscì ad imporsi in una tappa del Tour de France 1985, in due tappe alla Parigi-Nizza (nel 1983 e 1984), alla Parigi-Bourges 1981, alla Bretagne Classic Ouest-France 1982 e in varie corse minori. Si ritirò dall'attività a 39 anni.

## Palmarès

### Strada
- 1979 (dilettanti)

Champion d'Aquitaine
Manche-Atlantique
Circuit boussaquin
Tour de Gironde
Parigi-Dreux
Grand Prix de la Tomate
- 1980 (dilettanti)

Champion d'Aquitaine
Bordeaux-Saintes
Circuit boussaquin
2ª tappa Tour de Bretagne
2ª tappa, 1ª semitappa Tour de l'Avenir (Pontarlier > Saint-Germain-du-Bois)
2ª tappa Tour de Yougoslavie
5ª tappa Tour de Yougoslavie
Paris-Ézy
Paris-Épernay
Grand Prix de Puy-l'Évêque
- 1981 (Peugeot, sette vittorie)

4ª tappa Tour Méditerranéen (Port-de-Bouc > Béziers)
1ª tappa Parigi-Bourges (Nemours > Bourges)
2ª tappa, 1ª semitappa Parigi-Bourges (Bourges > Trouy
Classifica generale Parigi-Bourges
4ª tappa, 1ª semitappa Tour de Corse
1ª tappa, 1ª semitappa Tour du Tarn (Albi > Villefranche-de-Rouergue)
1ª tappa, 1ª semitappa Étoile des Espoirs
- 1982 (Peugeot, sei vittorie)

Bretagne Classic Ouest-France
Grand Prix d'Aix-en-Provence
Circuit du Sud-Est
3ª tappa Tour d'Indre-et-Loire
1ª tappa Tour de Lorraine
2ª tappa Tour de Lorraine
- 1983 (Peugeot, otto vittorie)

2ª tappa Parigi-Nizza (Bourbon-Lancy > Saint-Étienne)
1ª tappa, 1ª semitappa Tour de Midi-Pyrénées (Albi > Valence-d'Agen)
1ª tappa, 2ª semitappa Tour de Midi-Pyrénées (Valence-d'Agen > Auch)
1ª tappa Tour d'Amérique (Virginia Beach > Williamsburg)
1ª tappa, 1ª semitappa Tour de l'Avenir (Plumelec > Lorient)
1ª tappa Étoile des Espoirs
2ª tappa Étoile des Espoirs
5ª tappa Étoile des Espoirs
- 1984 (Peugeot, tre vittorie)

4ª tappa, 2ª semitappa Parigi-Nizza (Sault > Miramas)
1ª tappa Tour de Picardie
4ª tappa Étoile des Espoirs (Agen > Agen)
- 1985 (Peugeot, due vittorie)

6ª tappa Tour de France (Roubaix > Reims)
3ª tappa Tour du Limousin (Ussel > Guéret)
- 1986 (R.M.O., due vittorie)

Tour de Vendée
4ª tappa Tour de Midi-Pyrénées (Albi > Castres)
- 1987 (ADR, una vittoria)

6ª tappa, 2ª semitappa Grand Prix du Midi Libre (Quillan > Carcassonne)

### Pista
- 1981

Campionati francesi, Velocità
- 1982

Campionati francesi, Corsa a punti

## Piazzamenti

### Grandi Giri
- Tour de France

1984: 105º
1985: 132º
1986: 130º
- Vuelta a España

1985: 101°
1987: fuori tempo massimo

### Classiche monumento
- Milano-Sanremo

1983: 19º
1985: 6º
1985: 77º